# Partido Democrático (Osttimor)
Die Partido Democrático (deutsch Demokratische Partei) ist eine Partei Osttimors, die am 10. Juni 2001 gegründet wurde. Die PD war mehrmals Teil der Regierungskoalitionen Osttimors.

## Mitglieder

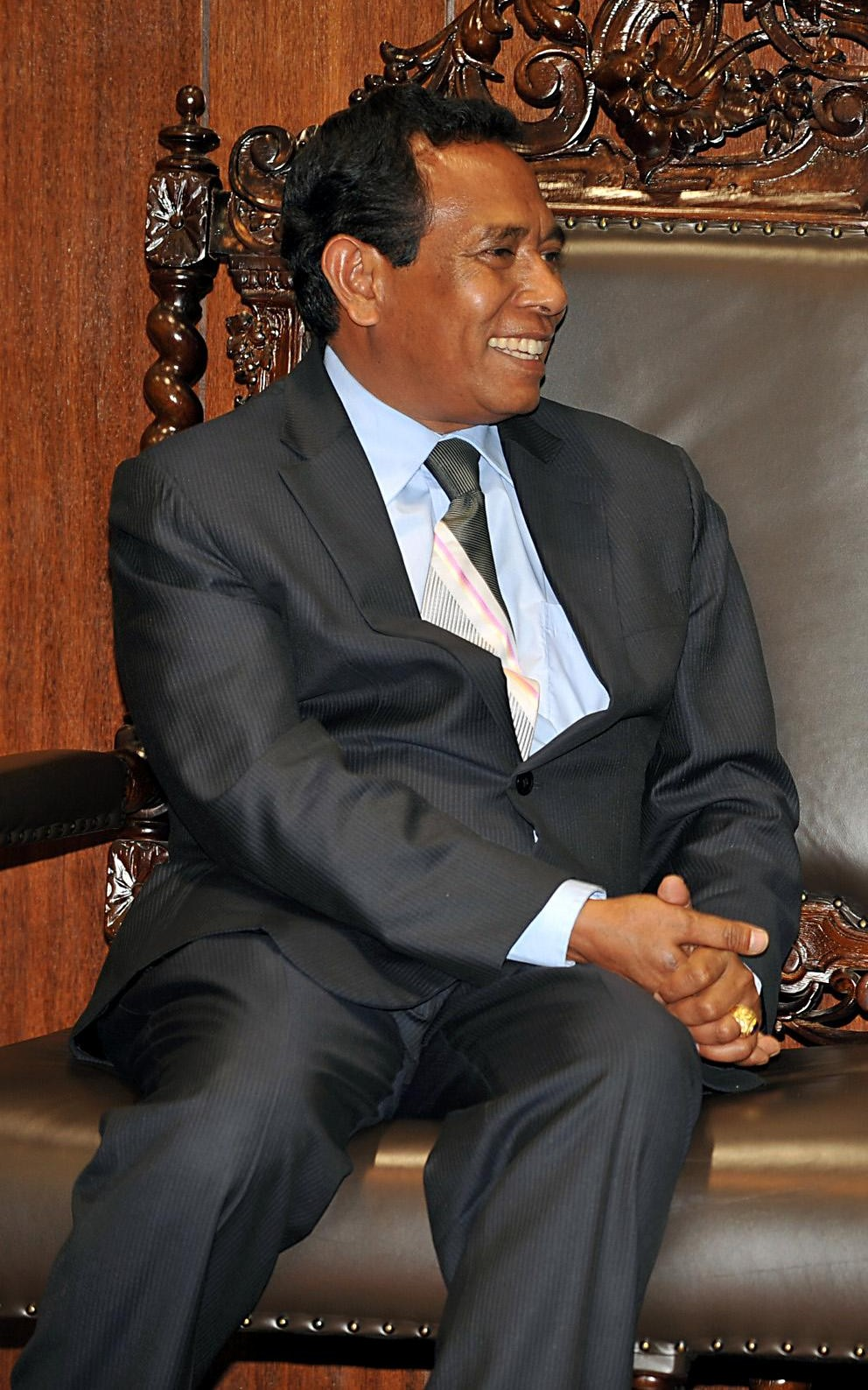
Fernando de Araújo (2009)

### Mitglieder mit Parteiämter

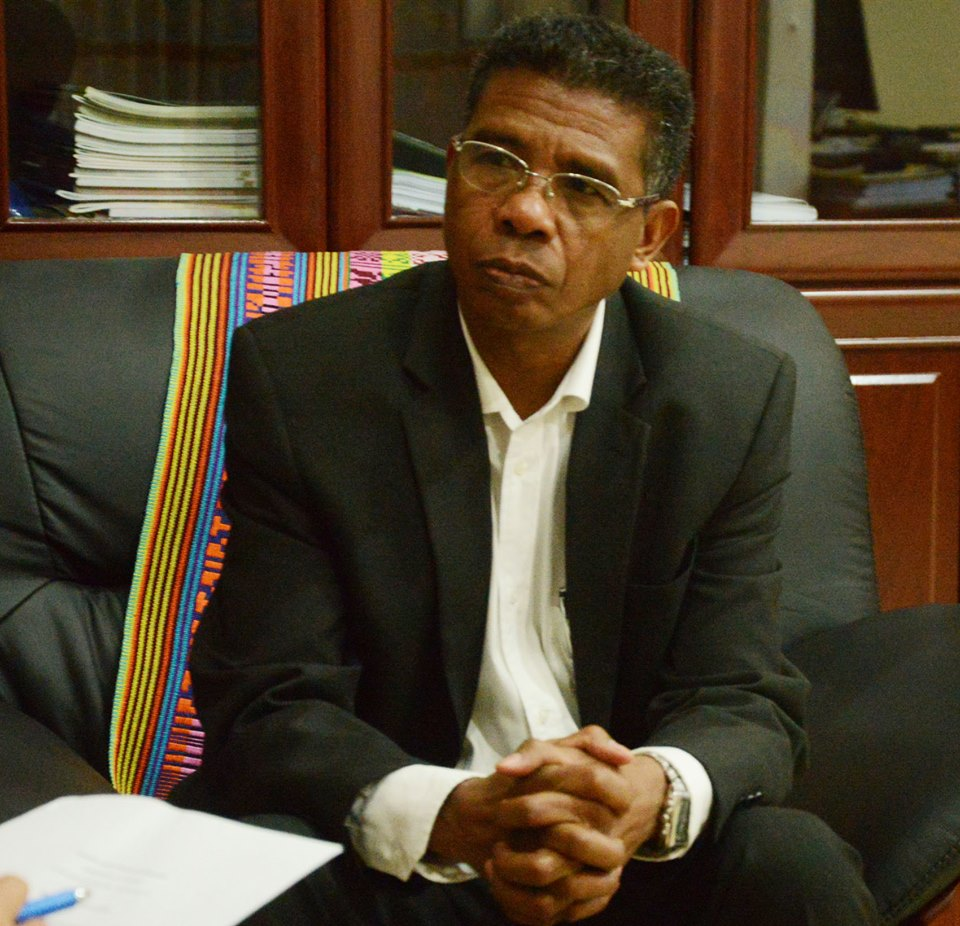
António da Conceição (2016)

Erster Vorsitzender war bis zu seinem Tod 2015 Fernando La Sama de Araújo. Danach führte der bisherige Vize Adriano do Nascimento die Partei, bis er von Generalsekretär Mariano Assanami Sabino, ehemaliger Minister für Landwirtschaft, Forstwirtschaft und Fischerei, als Parteivorsitzender abgelöst wurde.
Vizepräsidenten waren ursprünglich João Boavida und José "Burras" Nominando. 2017 sind Parteivize Lurdes Maria Bessa (2017–2018 Vizeministerin für Bildung und Kultur) und Carlos da Silva Lopes (Saky).
Neuer Generalsekretär nach Sabino ist António da Conceição, Minister für Handel und Industrie. Stellvertretende Generalsekretäre sind Francisco da Costa Soares (Borolaku), 2012 bis 2015 Staatssekretär für die Stärkung der Institutionen, Eusébio Guterres (Mitglied im National Council 2000/2001) und Samuel Mendonça, Staatssekretär für lokale Entwicklung (2012–2015) und Staatssekretär für Staatsadministration (2015–2017).
Politischer Kommissar ist Julio Metamali Aráujo. Angelina Machado de Jesus war ab 2011 Präsidentin der Organização Mulher Democrático, der Frauenorganisation der Partei. 2017 ist Präsidentin Elvina Sousa Carvalho.
Zu den Parteigründern gehörte Fernando Xavier Mauforu.

### Weitere Regierungsmitglieder von der PD
- Adriano do Nascimento, Minister für den Ministerrat
- Gastão Francisco de Sousa, Minister für Öffentlichkeitsarbeit 2012 bis 2015, Minister für öffentliche Bauvorhaben, Transport und Telekommunikation, 2015–2017, inzwischen Mitglied des CNRT
- Constâncio da Conceição Pinto, 2012–2015 Vizeminister für Außenbeziehungen, Februar–August 2015 Vizeminister für Handel, Industrie und Umwelt, August 2015 bis 2017 Minister für Handel, Industrie und Umwelt
- Marcos da Cruz, Vizeminister für Landwirtschaft und Fischerei, 2012–2017, inzwischen Mitglied des CNRT
- Filipus Nino Pereira, 2015–2017 Vizeminister für Handel, Industrie und Umwelt
- Mário Nicolau dos Reis, Staatssekretär für Angelegenheiten der Veteranen der nationalen Befreiung, 2007 bis 2015
- João Cardoso Fernandes, Staatssekretär für Forstwirtschaft und Naturschutz, 2012 bis 2015
- Nominando Soares Martins, Staatssekretär für Umwelt, 2012 bis 2015
- Elias Pereira Moniz, Staatssekretär für Wasser, Hygiene und Urbanisation,  2012 bis 2015
- Júlio Sarmento da Costa Metan Malik, Staatssekretär für Veteranen und ehemalige Kämpfer, 2012 bis 2015
- Francisco da Costa Soares, Staatssekretär für Institutionelle Entwicklung,  2012 bis 2015

## Struktur und Ziele
Die meisten ihrer Mitglieder gehören zu einer jungen Generation des Landes, die im Ausland studiert hat, beispielsweise in Indonesien, Norwegen, Portugal, Australien, Neuseeland und den Vereinigten Staaten. Zu den Zielen der Partei zählen die Beteiligung der jungen Generation an den politischen Entscheidungsprozessen des Landes, die Beseitigung von Disparitäten zwischen den Geschlechtern, die Lösung gewisser Umweltprobleme sowie die Bekämpfung von Korruption und Vetternwirtschaft in den Regierungsämtern.

## Geschichte

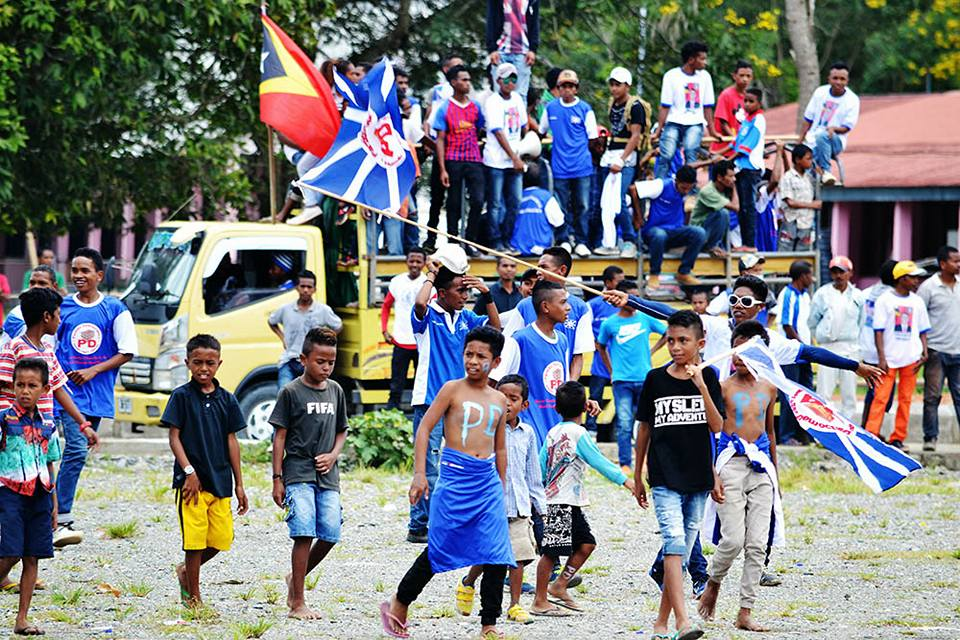
Wahlkampfveranstaltung am 9. März 2017 in Gleno

Viele Mitglieder der PD stammten aus der Resistência Nacional dos Estudantes de Timor-Leste RENETIL. Mit der Gründung der Partei wollte man ein Gegengewicht gegen die FRETILIN aufstellen. Zudem befürwortete man ein rein präsidiales Regierungssystem, statt dem semi-präsidialen, welches schließlich eingeführt wurde.
Bei den ersten Parlamentswahlen am 30. August 2001 erhielt die Partei 8,72 % der Stimmen und damit sieben der insgesamt 88 Sitze im Nationalparlament. Sie stellte dort nach der FRETILIN die zweitgrößte Fraktion.
Zu den Präsidentschaftswahlen 2007 trat Fernando de Araújo als Kandidat für die PD an. Sowohl ein Vertreter der katholischen Kirche, als auch der flüchtige Rebellenchef Alfredo Reinado sprachen sich für Araújo als Präsidenten aus. Beim ersten Wahlgang errang Araújo mit 19,18 % der Stimmen den dritten Platz hinter Premierminister José Ramos-Horta und dem Parlamentspräsidenten Francisco Guterres und konnte daher nicht mehr bei der Stichwahl am 8. Mai antreten. Das Ergebnis wurde aufgrund des Chaos bei der Auszählung und diverser Unregelmäßigkeiten von Araújo angezweifelt, vor Gericht wurde der Einspruch gegen das Wahlergebnis aber zurückgewiesen.
Bei den Parlamentswahlen am 30. Juni 2007 erhielt die PD 11,30 % der Stimmen und 8 der 65 Sitze im Parlament. Die FRETILIN, die mit 21 Sitzen stärkste Partei wurde, erhob den Anspruch auf die Führung in einer zukünftigen Regierung, sei es als Minderheitsregierung oder in einer Koalition, doch PD, Congresso Nacional da Reconstrução Timorense CNRT und Coligação ASDT/PSD (der gemeinsamen Parteiliste von Associação Social-Democrata de Timor und Partido Social Democrata) schlossen sich in einer Koalition unter dem Namen Allianz der Parlamentarischen Mehrheit zusammen, kurz AMP. Die AMP verfügte mit 37 Sitzen über eine knappe Mehrheit im Parlament. Nach erfolglosen Verhandlungen mit der FRETILIN und Vermittlungsversuchen durch Staatspräsident Ramos-Horta wurde schließlich der CNRT-Vorsitzende Xanana Gusmão mit der Regierungsbildung beauftragt und stand nun einer AMP-Regierung als Premierminister vor.
Bei den Parlamentswahlen 2012 wurde die PD mit 48.851 Stimmen (10,31 %) die drittstärkste Kraft hinter CNRT und FRETILIN. Ihr bestes Ergebnis erzielte die PD im damaligen Distrikt Lautém, wo sie mit 20,64 % der Stimmen, hinter der FRETILIN, sogar noch vor dem CNRT auf dem zweiten Platz lag. Mit dem CNRT und der Frenti-Mudança bildete die PD eine neue Koalitionsregierung. Premierminister wurde wieder Xanana Gusmão vom CNRT, Fernando de Araújo stellvertretender Premierminister. Nach dem vorzeitigen Rücktritt Gusmãos wurde am 16. Februar 2015 Rui Maria de Araújo von der FRETILIN neuer Premierminister. Zu seiner Regierung gehören nun Mitglieder aller vier Parteien, die im Parlament vertreten sind. Fernando de Araújo wurde einer von vier Staatsministern, Koordinator für soziale Angelegenheiten und Minister für Bildung. Am 2. Juni 2015 starb Araújo allerdings an einem Schlaganfall. Nachfolger als Staatsminister wurde António da Conceição. Conceição war seit 2012 Minister für Handel, Industrie und Umwelt. Insgesamt hatte die PD fünf Vertreter im Kabinett.
Im März 2016 kam es zum Bruch der Koalition zwischen CNRT und PD über den Streit um den militärischen Oberbefehlshaber und dem Konflikt zwischen Regierung und Parlament einerseits und Präsident Taur Matan Ruak andererseits. In Folge mussten die PD-Mitglieder im Parlamentspräsidium Adriano do Nascimento und Angelina Machado de Jesus ihre Ämter abgeben. Die PD-Mitglieder in der Regierung erklärten am 7. Mai geschlossen ihren Parteiaustritt. Sie begründeten den Schritt damit, die Stabilität der Regierung erhalten zu wollen.

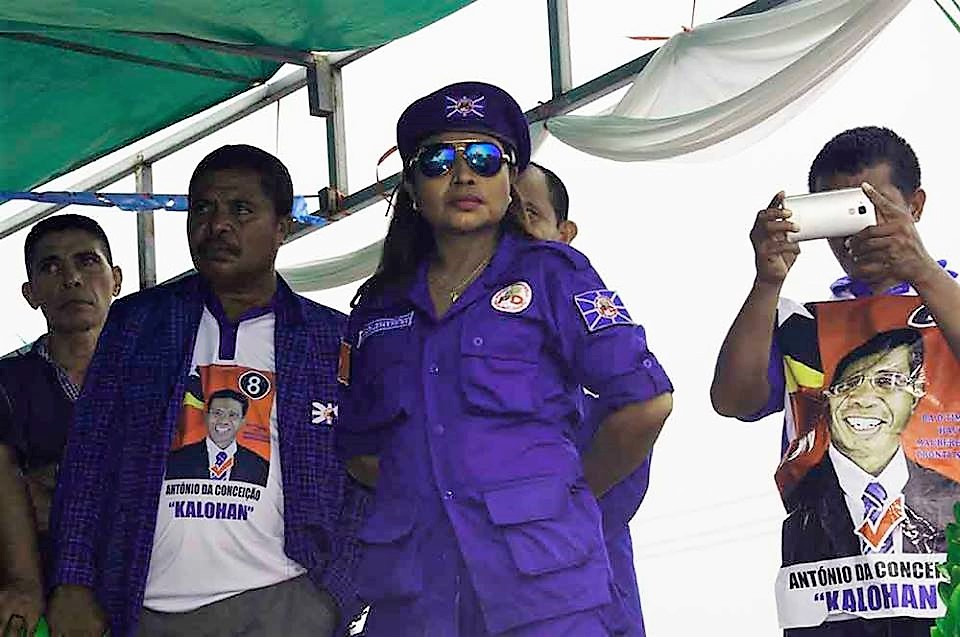
Wahlkampfveranstaltung in Maliana am 15. März 2017

Trotzdem erklärte Conceição am 27. Januar 2017 er werde das Kandidat der PD bei den Präsidentschaftswahlen in Osttimor 2017 antreten.
Im Februar 2017 gab es heftige Kritik an der PD, da sie einen parteiinternen „Sicherheitsdienst“ schuf. Die Mitglieder der Guarda Democrática tragen blaue Uniformen mit kupferfarbenen Halstücher und sollen Veranstaltungen und Räume der Partei schützen. Innenminister Longuinhos Monteiro ordnete eine Überprüfung der Organisation und ihrer Rolle an, da das Gesetz Parteien die Schaffung von eigenen Sicherheitskräften verbietet. Für den Schutz von politischen Veranstaltungen ist die Polizei zuständig. Vize-Parteichefin Lurdes Bessa widersprach dem Vorwurf, man wolle nach indonesischem Vorbild eine Parteimiliz (Satgas) schaffen, von denen auch Angriffe auf politische Gegner und Journalisten bekannt sind. Die Guarda Democrática solle arbeitslosen Jugendlichen ein „wenig Anerkennung und Verantwortung“ geben und auch soziale Dienste leisten, zum Beispiel bei Naturkatastrophen. Kritisiert wurde auch der parteiinterne Gruß mit ausgestrecktem rechten Arm.
Vom 24. bis 26. Februar 2017 kamen 1500 Mitglieder der PD in Dili zum dritten Parteikongress zusammen.

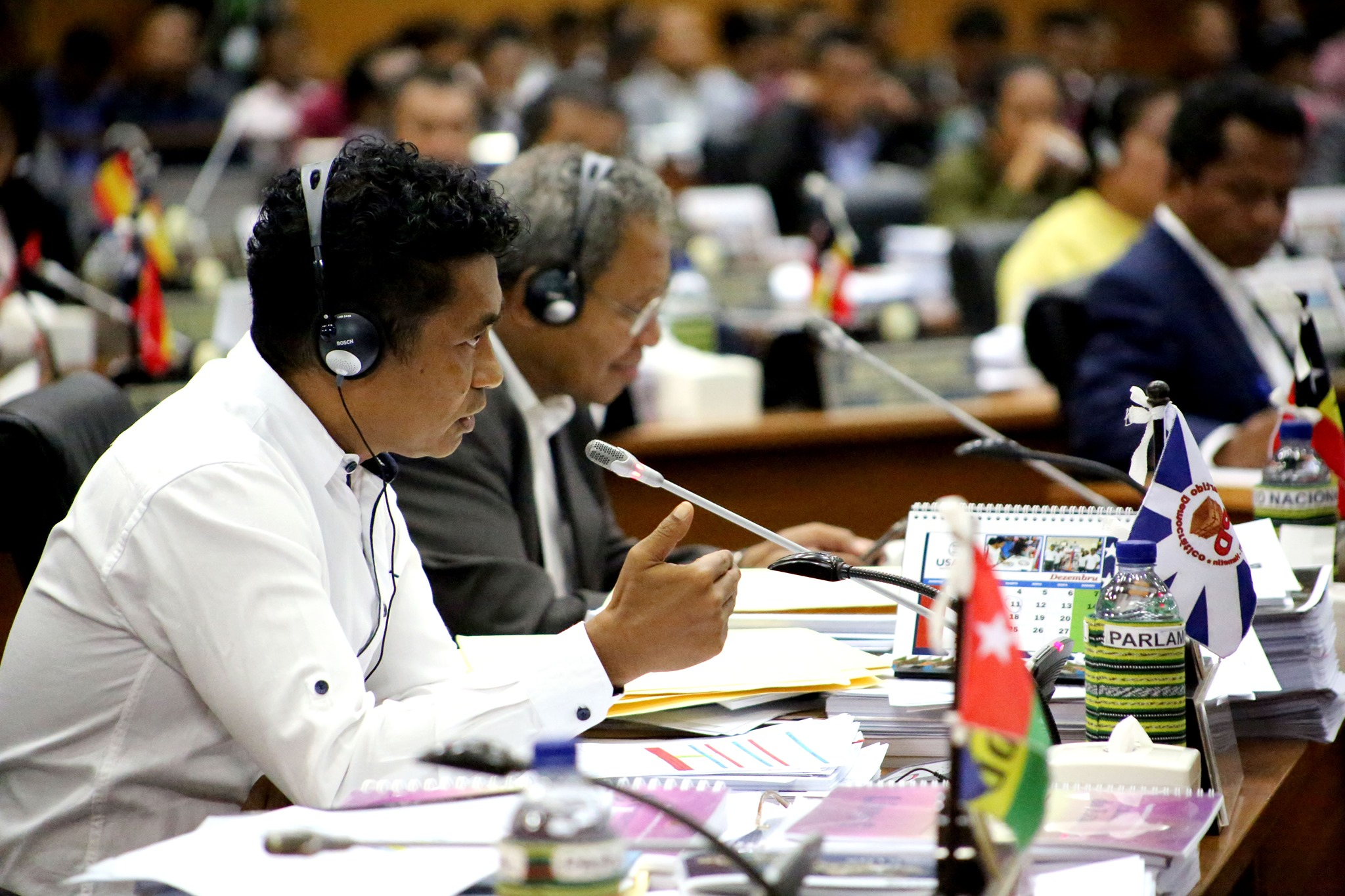
Mariano Sabino Lopes im Parlament (2019)

Bei den Präsidentschaftswahlen am 20. März erhielt Conceição 32,47 % der Stimmen und kam damit auf den zweiten Platz hinter Wahlsieger Francisco Guterres von der FRETILIN. Unterstützung erhielt Conceição auch von der Partidu Libertasaun Popular (PLP) und der Kmanek Haburas Unidade Nasional Timor Oan (KHUNTO).
Bei den Parlamentswahlen in Osttimor 2017 wurde die PD nach leichten Verlusten mit 9,79 % der Stimmen (55.608) viertstärkste Kraft im Parlament hinter FRETILIN, CNRT und PLP. Sie hatte dort nun sieben Sitze. Am 13. September schloss die PD mit der FRETILIN einen Koalitionsvertrag. Das Bündnis verfügte nur über 30 der 65 Sitze im Parlament. Der ursprünglich geplante dritte Koalitionspartner KHUNTO unterschrieb den Vertrag aufgrund von internen Streitigkeiten im letzten Moment nicht, Trotzdem bildete man eine Minderheitsregierung gegen CNRT, PLP und KHUNTO, die im Parlament die Regierung blockierten. Präsident Francisco Guterres löste schließlich das Parlament auf und rief zu Neuwahlen am 12. Mai 2018 auf. Die PD musste dabei Verluste verkraften. Sie erhielt nur noch 50.370 Stimmen (8,1 %) und fünf Sitze im Parlament. Im Gegensatz zur FRETILIN erkannte die Führung der PD das Wahlergebnis ohne Einspruch an und kündigte an konstruktive Opposition betreiben zu wollen.

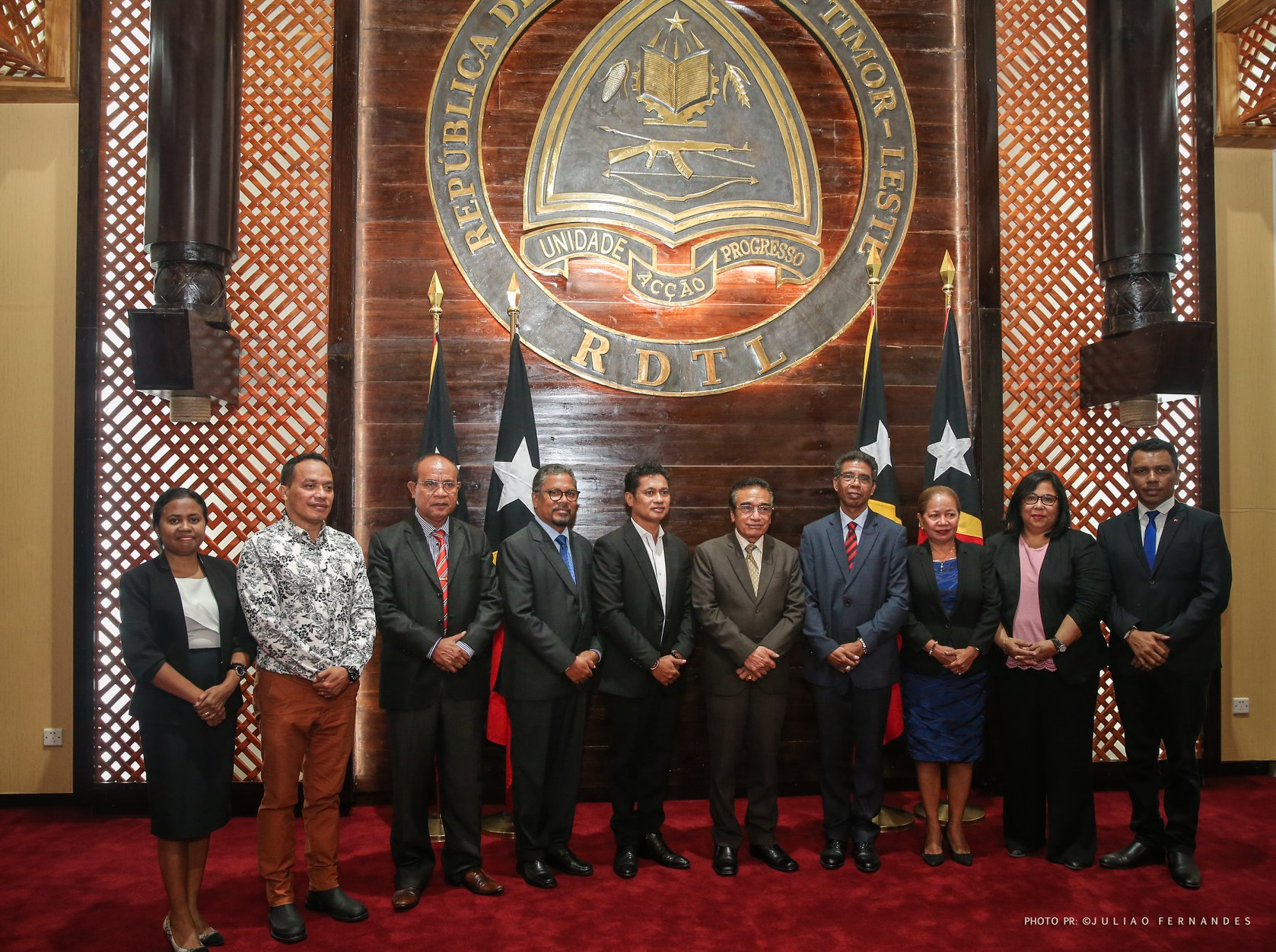
Vertreter der PD bei Präsident Francisco Guterres zum Krisengespräch (29. Januar 2020)

Am 22. Februar 2020 unterzeichneten CNRT, KHUNTO, PD, UDT, FM und PUDD öffentlich eine Koalitionsvereinbarung zur Bildung einer neuen Regierung. Als jedoch die Allianz am 27. April die Verlängerung des Ausnahmezustands wegen der COVID-19-Pandemie in Osttimor im Parlament scheitern lassen wollte, stimmten die Abgeordneten der KHUNTO und PD-Präsident Mariano Sabino Lopes für den Ausnahmezustand. Ein PD-Abgeordneter fehlte und die übrigen drei enthielten sich der Stimme. Die CNRT erklärte daraufhin die Allianz für gescheitert. Am 29. April schlug die VIII. Regierung unter Premierminister Taur Matan Ruak vor, die seit 2018 vakanten Positionen im Kabinett mit fünf FRETILIN- und einem PD-Vertreter zu besetzen. Tags darauf wurden die Namen präsentiert. Für die PD wurde Júlio Sarmento Metan Malik da Costa am 29. Mai zum Minister für Veteranen vereidigt.
Bei den Parlamentswahlen 2023 konnte die PD 64.517 Stimmen (9,32 %) und damit 6 der 65 Sitze im Parlament gewinnen.